# Syrrhizodes deludens
Syrrhizodes deludens là một loài bướm đêm trong họ Geometridae.